# 达尔施泰因
达尔施泰因是德国莱茵兰-普法尔茨州的一个市镇。总面积2.39平方公里，总人口217人，其中男性112人，女性105人（2011年12月31日），人口密度91人/平方公里。